# Котовский сельский совет (Гусятинский район)
Котовский сельский совет (укр. Котівська сільська рада) — входит в состав Гусятинского района Тернопольской области Украины.
Административный центр сельского совета находится в селе Котовка.

## История
- 1678 — дата образования.

## Населённые пункты совета
- с. Котовка
- с. Емелевка
- с. Теклевка